# The Street Singer

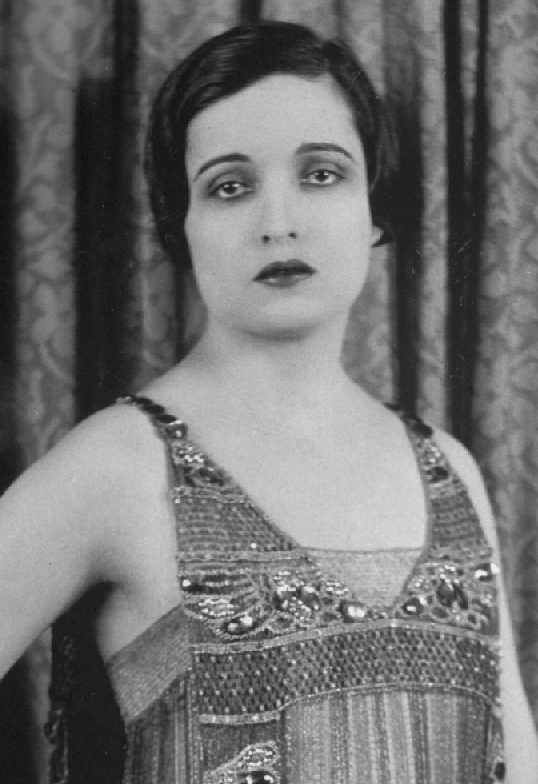
Alice Joyce, como Pepita

The Street Singer é um curto filme de drama mudo norte-americano de 1912.  O filme estrelou Earle Foxe e Alice Joyse. Foi o primeiro filme de Foxe, aos dezessete anos.

## Elenco
- Alice Joyce como Pepita
- Earle Foxe como Karl
- Mayme Kelso como Sra. Burleigh
- Adelaide Lawrence